# دم‌خاری پولک‌دار
دم‌خاری پولک‌دار (نام علمی: Cranioleuca muelleri) نام یک گونه از سرده دم‌خاری‌های نمادین است.